# 岡田悠希
岡田 悠希（おかだ ゆうき、2000年1月19日 - ）は、愛知県犬山市生まれ、広島県東広島市出身のプロ野球選手（外野手）。右投左打。読売ジャイアンツ所属。

## 経歴

### プロ入り前
東広島市立八本松小学校1年生の時に軟式野球を始め、安芸リトルを経て東広島市立八本松中学校では硬式野球のクラブチームである府中広島2000に所属した。岡田と同じ2021年度の巨人ドラフト7位・花田侑樹は同クラブの後輩。
龍谷大学付属平安高等学校に進学し、1年春からベンチ入り。同年秋からレギュラーに定着した。2年春の第88回選抜高等学校野球大会に出場し、ベスト4に進出。明徳義塾との1回戦で本塁打を放った。しかし、同年秋の新チーム結成時は練習や生活の態度に問題があったとしてベンチを外され、京都府大会一次予選ではボールボーイであった。その後二次予選から背番号17で復帰した。3年夏は京都府大会決勝で京都成章に敗れた。高校通算34本塁打。
その後法政大学に進学。3年秋からベンチ入りしてレギュラーとなった。リーグ戦通算4本塁打。
2021年9月10日にプロ志望届を提出。10月11日に行われたドラフト会議にて、読売ジャイアンツから5位指名を受けた。11月26日に契約金4500万円、年俸800万円で仮契約した（金額は推定）。背番号はかつて岡本和真が着用していた38。

### 巨人時代
2022年は二軍で開幕を迎えたが、5月8日に一軍初昇格。以降、33試合に出場したが、打撃成績は打率.095（21打数2安打）という結果に終わった。11月29日に100万円増の推定年俸900万円で契約を更改した。
2023年、8月30日の広島東洋カープ戦（京セラドーム大阪）でプロ初本塁打・初打点を記録。最終的に26試合に出場し、打率.167、1本塁打、2打点を記録。11月18日、現状維持となる推定年俸900万円で契約を更改した。
2024年は打率.221、6本塁打、31打点と二軍成績が低下し、一軍出場も4試合と大きく数を減らした。オフに50万円減の推定年俸850万円で契約を更改した。

## 選手としての特徴・人物
“走攻守”3拍子が揃う外野手。50m走のタイム6秒0、遠投120mを記録した抜群の身体能力を誇る。
広島出身ながら父親の影響で子どもの頃から大の巨人ファン。父親に連れて行かれた広島市民球場や広島マツダスタジアムは、広島×巨人戦。当時は二岡智宏のファンだったという。現在の目標は同郷で名前も"ゆうき"で同じの柳田悠岐。
愛称は「ダディ」。

## 詳細情報

### 年度別打撃成績
| 年 度    | 球 団    | 試 合 | 打 席 | 打 数 | 得 点 | 安 打 | 二 塁 打 | 三 塁 打 | 本 塁 打 | 塁 打 | 打 点 | 盗 塁 | 盗 塁 死 | 犠 打 | 犠 飛 | 四 球 | 敬 遠 | 死 球 | 三 振 | 併 殺 打 | 打 率 | 出 塁 率 | 長 打 率 | O P S |
| -------- | -------- | ----- | ----- | ----- | ----- | ----- | -------- | -------- | -------- | ----- | ----- | ----- | -------- | ----- | ----- | ----- | ----- | ----- | ----- | -------- | ----- | -------- | -------- | ----- |
| 2022     | 巨人     | 33    | 22    | 21    | 2     | 2     | 0        | 0        | 0        | 2     | 0     | 0     | 0        | 0     | 0     | 1     | 0     | 0     | 7     | 0        | .095  | .136     | .095     | .232  |
| 2023     | 巨人     | 26    | 52    | 48    | 4     | 8     | 1        | 0        | 1        | 12    | 2     | 0     | 0        | 1     | 0     | 3     | 0     | 0     | 14    | 1        | .167  | .216     | .250     | .466  |
| 2024     | 巨人     | 4     | 9     | 7     | 0     | 1     | 0        | 0        | 0        | 1     | 0     | 0     | 0        | 0     | 0     | 2     | 0     | 0     | 2     | 0        | .143  | .333     | .143     | .476  |
| NPB：3年 | NPB：3年 | 63    | 83    | 76    | 6     | 11    | 1        | 0        | 1        | 15    | 2     | 0     | 0        | 1     | 0     | 6     | 0     | 0     | 23    | 1        | .145  | .207     | .197     | .405  |

- 2024年度シーズン終了時

### 年度別守備成績
| 年 度 | 球 団 | 外野  | 外野  | 外野  | 外野  | 外野  | 外野     |
| 年 度 | 球 団 | 試 合 | 刺 殺 | 補 殺 | 失 策 | 併 殺 | 守 備 率 |
| ----- | ----- | ----- | ----- | ----- | ----- | ----- | -------- |
| 2022  | 巨人  | 26    | 9     | 0     | 0     | 0     | 1.000    |
| 2023  | 巨人  | 25    | 26    | 0     | 0     | 0     | 1.000    |
| 2024  | 巨人  | 2     | 3     | 0     | 0     | 0     | 1.000    |
| 通算  | 通算  | 53    | 38    | 0     | 0     | 0     | 1.000    |

- 2024年度シーズン終了時

### 記録
初記録
- 初出場：2022年5月8日、対東京ヤクルトスワローズ9回戦（東京ドーム）、9回表にグレゴリー・ポランコに代わり右翼手で出場
- 初打席：2022年5月15日、対中日ドラゴンズ9回戦（東京ドーム）、8回裏にジャリエル・ロドリゲスから空振り三振
- 初安打：2022年7月17日、対広島東洋カープ18回戦（東京ドーム）、4回裏に鍬原拓也の代打で出場、九里亜蓮から右前安打[28]
- 初先発出場：2022年8月5日、対東京ヤクルトスワローズ19回戦（明治神宮野球場）、「8番・右翼手」で先発出場[29]
- 初打点・初本塁打：2023年8月30日、対広島東洋カープ23回戦（京セラドーム大阪）、9回裏に矢崎拓也から右越ソロ[19]

### 背番号
- 38（2022年[15] - ）